# Ligne de Bréauté - Beuzeville à Gravenchon-Port-Jérôme
La ligne de Bréauté - Beuzeville à Gravenchon-Port-Jérôme est une ligne de chemin de fer française à écartement standard et à voie unique électrifiée reliant les villes de Bréauté et de Notre-Dame-de-Gravenchon dans le département de la Seine-Maritime.

## Histoire

### Chronologie
- 31 décembre 1875 : déclaration d'utilité publique et concession à la Compagnie de l'Ouest,
- 20 juin 1881 : mise en service de Bréauté à Bolbec,
- 31 juillet 1882 : mise en service de Bolbec à Lillebonne,
- 1933, prolongement jusqu'à Gravenchon-Port-Jérôme, ouvert uniquement au trafic marchandises,
- printemps 1969 : fermeture du trafic voyageurs,
- 26 septembre 1969 : électrification de l'ensemble de la ligne.

### Origine
En 1838, les trois enquêtes faites pour le projet du chemin de fer de Paris à Rouen et au Havre sont présentées à la Chambre des députés pour qu'elle face un choix entre les différents tracés. Dans la troisième enquête, la Chambre de commerce du Havre indique qu'elle est favorable au nouveau tracé par les plateaux, mais qu'elle demande notamment que soit étudié les moyens de rattacher Lillebonne, par un embranchement, à la ligne principale. La Commission de la Chambre des députés préconise le choix par la ligne des plateaux entre Rouen et Le Havre, car plus courte, tout en demandant des études complémentaires. Mais les localités industrielles de la rive droite n'auront pas de desserte ferroviaire lors de la création de la ligne de Rouen au Havre, elles devront patienter pour voir arriver le chemin de fer.
Le Ministre des travaux publics dépose, le 2 août 1875, un projet de loi pour une ligne de Beuzeville à Lillebonne et Port-Jérôme par Bolbec. Elle est déclarée d'utilité publique et concédée à la Compagnie des chemins de fer de l'Ouest par la loi du 31 décembre 1875. Lors de la discussion de la loi à l'Assemblée nationale le rapporteur indique que le projet de la Compagnie de l'Ouest ne comportait qu'une ligne de Beuzeville à Lillebonne par Bolbec en prolongement de la ligne de Beuzeville à Fécamp, afin de supprimer les charges du transbordement et du roulage, en gare de Beuzeville, et que son prolongement jusqu'à Port-Jérôme a été ajouté afin de pénétrer plus avant dans la vallée de la Seine. La longueur de cette ligne est donc portée à 21 kilomètres et son coût à 6 800 000 francs.

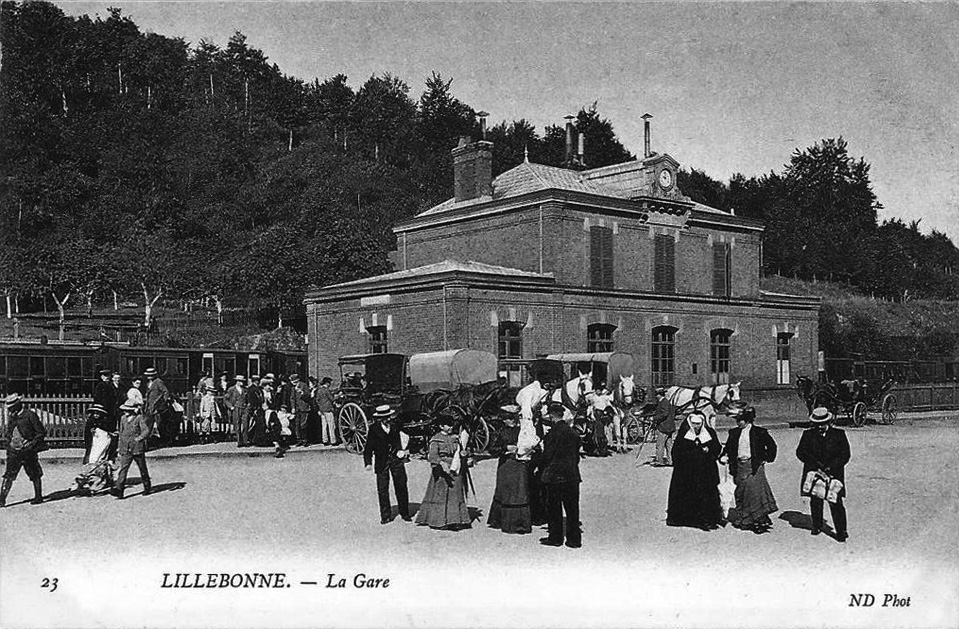
Arrivé du train en gare terminus de Lillebonne, vers 1900.

La Compagnie de l'Ouest entreprend, en 1879, les travaux pour les 19 kilomètres de la ligne, à voie unique, en deux étapes. Elle débute par les 7 kilomètres du tronçon de Bréauté à Bolbec qu'elle ouvre à l'exploitation le 20 juin 1881. Elle poursuit avec le deuxième tronçon, de Bolbec à Lillebonne qui comprend un tunnel de plus de 586 mètres de longueur et un viaduc de 156 mètres, mis en service le 31 juillet 1882. La Compagnie avait demandé et obtenu en 1880 l'autorisation de n'acquérir que les terrains nécessaires à l'établissement d'une voie unique. La Compagnie ne construit pas le tronçon jusqu'à Port-Jérôme prévu dans la concession.

### Prolongement
Après la Première Guerre mondiale le prolongement vers Port-Jérôme redevient d'actualité du fait de l'étude de plusieurs ambitieux projets de prolongement de la ligne vers Pont-Audemer avec la traversée de la Seine à Port-Jérôme. L'un propose la traversée avec un bac à vapeur et un autre par un tunnel, c'est le passage sous le fleuve qui est retenu. Une concession à titre éventuel est incluse dans une convention signée entre le ministre des Travaux publics et la compagnie le 17 juillet 1883, approuvée par la loi du 20 novembre suivant. Ce projet sera abandonné.
Finalement c'est l'implantation, par les sociétés américaines Standard Oil et Mobil, de deux raffineries de pétrole sur le site industriel de Gravenchon-Port-Jérôme qui relance la réalisation du prolongement prévu dans la concession d'origine. C'est l'Administration des chemins de fer de l'État qui construit et ouvre à l'exploitation, en 1933, les 4,4 kilomètres de voies nécessaires. Ce nouveau tronçon n'est ouvert que pour des circulations de trains de marchandises.

### Évolutions significatives
Au cours des années 1960, le trafic voyageurs périclite puis disparait au printemps 1969. Mais la zone industrielle de Gravenchon-Port-Jérôme prend de plus en plus d'importance avec, s'ajoutant aux produits pétroliers, des productions diversifiées nécessitant l'installation d'une douzaine d'embranchements particuliers qui génèrent un volume de trafic suffisant pour nécessiter l'électrification de la ligne. La ligne électrifiée en 25kV - 50 Hz, avec de la caténaire simplifiée à fil régularisé, voit sa traction électrique activée le 26 septembre 1969.
En 1978, un embranchement non électrifié de 4 kilomètres est créé en direction de Tancarville pour desservir un terminal conteneur.

## Caractéristiques

### Tracé
La ligne se débranche de la ligne de Paris au Havre en gare de Bréauté - Beuzeville. Elle prend une direction nord-est en parallèle avec la ligne de Bréauté-Beuzeville à Fécamp dont elle se détache par une courbe sur la droite qui la place sur un axe en direction du sud-est. Elle descend par un vallon pour passer entre deux arches sous le viaduc de Mirville et la ligne du Havre et franchir le passage à niveau de la route de la gare où se trouvait l'arrêt de Mirville. En parallèle de la route de Mirville elle passe sous l'autoroute A29 puis rejoint les abords de Bolbec qu'elle contourne par l'ouest en effectuant une courbe qui passe sur un remblai par le site de l'ancienne gare avant d'entrer dans le tunnel, puis franchir le viaduc. En suivant un tracé devenu sinueux, elle laisse la commune de Gruchet-le-Valasse sur sa gauche en traversant l'ancienne petite gare de Gruchet - Saint-Antoine, passe à l'ancien arrêt du Becquet et rejoint Lillebonne où il ne reste également plus de traces de l'ancienne gare.

## Exploitation

### Trafic des voyageurs
La desserte voyageurs disparut en 1965 à Lillebonne et en 1969 à Bolbec.

### Trafic des marchandises
À l'heure actuelle, la ligne voit circuler une quinzaine de circulations fret par jour. L'essentiel du trafic est fourni par les entreprises de la zone industrielle et portuaire de Port-Jérôme et de ses raffineries.

## Projet
Il est question de rouvrir cette ligne au trafic voyageur. Néanmoins, aucune échéance n'a été programmée. Dans cette optique, une étude d'opportunité et de faisabilité a été lancée conjointement par la Région Haute-Normandie et la CODAH. Elle vise à déterminer la pertinence de la réouverture du service voyageurs sur cette ligne. Parallèlement il est question d'envisager la création d'une nouvelle ligne ferroviaire reliant Notre-Dame-de-Gravenchon au Havre, en passant par la plaine alluviale de l'estuaire, déjà desservie par des voies ferrées portuaires. L'ouverture d'une liaison voyageurs, sur cet axe, permettrait de desservir la vallée du commerce, bassin d'emploi important et de rejoindre rapidement l'agglomération havraise par le train.
Lors des élections municipales de 2020 au Havre, le candidat communiste Jean-Paul Lecoq propose à la page 8 de son programme de rouvrir cette ligne au trafic de voyageurs.
En février-mars 2021, un projet de taxi-rail, des wagons automatisés, est proposé pour relier Bréauté-Beuzeville à Port-Jérôme-sur-Seine sur le tracé existant , Le 28 juin, la région Normandie apporte son soutien au projet 
Durant la même année, la région Normandie travaille également sur l'ouverture d'une ligne de trains sur ce tracé. Ainsi en septembre, Hervé Morin annonce que ce secteur fait partie des cinq retenus par la Région pour rouvrir le trafic ferroviaire aux voyageurs